# 血腥峽谷
血腥峽谷（英語：Blood Gulch）是第一人稱射擊遊戲《最後一戰》中的一張多人地圖。它最初出現於系列首作《最後一戰：戰鬥進化》中，並後於《最後一戰2》中被重製成「凝結（Coagulation）」，以及《最後一戰：瑞曲之戰》的「失血（Hemorrage）」和《最後一戰：士官長合輯》的「血統（Bloodline）」。而《最後一戰3》中的「英靈殿（Valhalla）」在設計上也繼承了血腥峽谷的精神，並持續出現於《最後一戰：星環戰役》中。
血腥峽谷是存在於《最後一戰》世界中的峽谷，外觀上與美國中西部相似；它是為奪旗的遊戲模式而設計，但也可以用來進行其他模式，如死亡競賽。血腥峽谷已被評為《最後一戰》中最具代表性的多人地圖，且還在實機影片系列《紅藍大作戰》中扮演著重要的角色。

## 關卡內容
血腥峽谷是一處坐落於四面由天然高岩壁所包圍的箱形峽谷。峽谷的內部為「廣闊的波紋景觀及零散的自然景物」，且紅隊和藍隊在其兩端皆有著一個基地。該地圖在戰術優勢方面並不平衡，紅隊可以進入山脊，而藍隊則較靠近岩壁的隧道系統。每個基地都有助於FPS遊戲的傳統設定，包括「兩個入口、一個開放式天花板和通往頂部的傾斜道路」。且在每個基地的頂部，都有著能將玩家送至峽谷無人地帶（或躲避敵方）的傳送點，但這也使他們容易遭受到狙擊手的攻擊。此外，搭乘四輪車輛——疣豬（Warthog）能輕鬆地穿越景觀，使其成為帶旗逃跑的理想選擇。

## 反響
《Edge》雜誌將該地圖稱作是「展現出」《最後一戰》的「由緊張戰鬥和荒謬的鬧劇時刻所組成的美妙才能」。該雜誌稱讚該地圖的開放式設計、地面作戰的組合和第三人稱車輛；雖然這在現代的遊戲中是理所當然的設計，但當初在《最後一戰》發售時卻很少見，且需用上「不同的地圖設計方法」。電視節目《Good Game》稱該地圖為「《最後一戰》最具代表性的」，以及「團隊合作是在該峽谷的核心」，且「體驗峽谷的最佳方式是一直坐方向盤後面」。GameZone網站將其稱為「該品牌毫無疑問的出色物」，理由是該地圖時常在遊戲中被重製。
血腥峽谷也被遊戲粉絲重製於《絕對武力：全球攻勢》中，並在Kotaku上稱該地圖「做得很好」。